# Klindworth’s Verlag

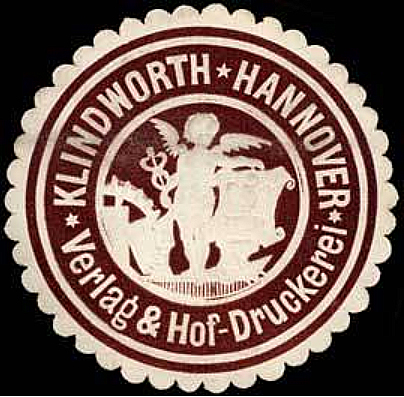
Siegelmarke von „Klindworth – Hannover – Verlag und Hof-Druckerei“, um 1900

Der Klindworth’s Verlag mit Sitz in Hannover war ein Verlagshaus mit angeschlossener Hof-Druckerei, die im 19. Jahrhundert aus dem gleichartigen Unternehmen des Johann Thomas Lamminger hervorging.

## Geschichte

Das „Museum für Kunst und Wissenschaft in Hannover“, Kupferstich unsigniert, um 1860

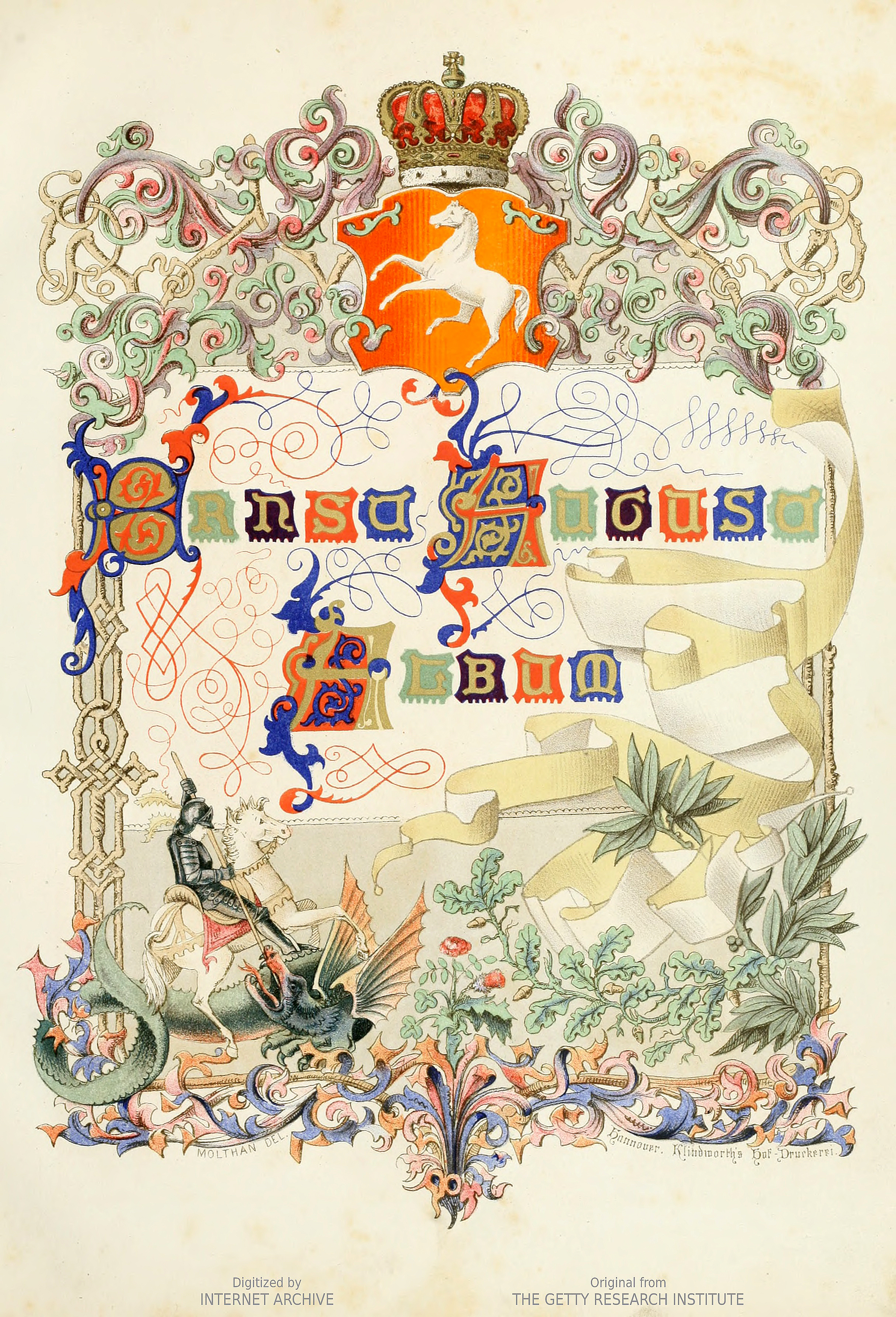
Von Molthan signierter „Haupttitel“ des Ernst August Albums zur Einweihung des Ernst-August-Denkmals 1861
Farblithografie der Klindworth’s Hof-Druckerei

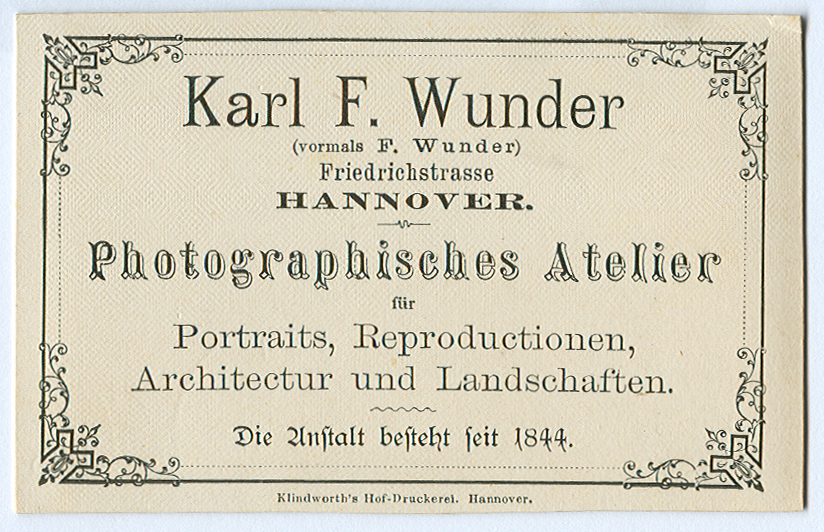
Revers einer Carte de Visite für den Fotografen Karl F. Wunder, um 1879

Nachdem das Unternehmen Lammingers zu Beginn des 19. Jahrhunderts von dessen Witwe Sophie Lucie, geborene Bock fortgeführt worden war, trat ihr Großsohn Justus Christian Friedrich Klindworth am 25. September 1838 in die zwischendurch bis dahin „Wittwe L. und Rosenbusch“, dann wieder „Lamminger’sche Buchdruckerei“ genannte Firma ein.
Wie schon zuvor wurde für die Residenzstadt des Königreichs Hannover weiterhin das jährlich erscheinende Adressbuch der Residenzstadt Hannover gedruckt, das „[...] wohl [als] das beste derartige Handbuch [seiner Zeit]“ bezeichnet wurde. Ferner produzierte die nicht von Anfang an unter dem Namen Klindworth laufende Offizin, die 1840 drei neue Schnellpressen angeschafft hatte, für die nach der Annexion des Königreichs Hannover dann preußische Provinz Hannover beispielsweise den wiederkehrenden Titel Statistisches Handbuch der Provinz Hannover oder das Wirthschaftsbuch für deutsche Beamte.
Im Adressbuch der Königlichen Residenzstadt Hannover von 1868 ist für Kommerzrat Friedrich Klindworth die Adresse Wagenerstraße 17 angegeben. Das Unternehmen wurde von Felix Friedrich Klindworth fortgeführt. Klindworths Wirken ist bis 1905 nachgewiesen, wenngleich der Hamburger Großkaufmann Berthold Pokrantz die dann unter dem eigenen Namen weitergeführte Druckerei am 6. November 1900 übernommen hatte.

## Werke (Auswahl)
- ab 1838: Adressbuch der Residenzstadt Hannover
- Wilhelm August Degèle, Carl Fink, Carl Oesterley, Wilhelm Kretschmer, Justus Heinrich Jakob Molthan: Ernst August Album, Hannover: Klindworth’s Verlag, [1862?]; online über das Internet Archive
- Onno Klopp, Ludwig Häusser: Offener Brief an den Herrn Professor Häusser in Heidelberg, betreffend die Ansichten über den König Friedrich II. von Preußen. Mit einem Nachtrage, Hannover: Druck und Verlag Klindworth, 1862
- Festschrift zur Säcularfeier der Königlichen Landwirthschafts-Gesellschaft zu Celle am 4. Juni 1864, Hannover: Klindworth’s Verlag, [1864] 1865
- Adolf Schaumann: Sophie Dorothea, Prinzessin von Ahlden, und Kurfürstin Sophie von Hannover. Aus archivalischen Quellen, Hannover: Klindworth, 1879
- Heinrich Ringklib: Statistisches Handbuch der Provinz Hannover. 1. Eintheilung der Provinz Hannover in Verwaltungs- und Gerichts-Bezirke. 2. Alphabetisches Ortschaftsverzeichniß. Angabe der Namen aller Ortschaften, ihrer Eigenschaft und der für jeden Ort zuständigen Verwaltungs- und Gerichts-Behörden, der Pfarre und der Postanstalt, Hannover: Klindworth, 1880
- Architekten- und Ingenieur-Verein Hannover (Hrsg.), Theodor Unger (Red.): Hannover. Führer durch die Stadt und ihre Bauten. Festschrift zur fünften Generalversammlung des Verbandes Deutscher Architekten- und Ingenieur-Vereine. Klindworth, Hannover 1882
- Carl Georg: Verzeichnis der Litteratur über Speise und Trank bis zum Jahre 1888, Hannover: Klindworth’s Verlag, 1888
- Hermann Guthe, August Renner: Die Lande Braunschweig und Hannover. Mit Rücksicht auf die Nachbargebiete geographisch dargestellt, Hannover: Klindworth, 1888
- Ernst von Malortie: Das Menu, 3., bedeutend erweiterte Ausgabe, Hannover: Klindworth’s Verlag, 1888